# Корпусни генерал
Корпусни генерал је трећи генералски војни чин у многим армијама света. Еквивалент овог ранга је чин генерал-потпуковника у Уједињеном Краљевству, САД, Грчкој, итд. Чин корпусног генерала први пут је установљен 17. марта 1921. године у Француској.
Чин корпусног генерала је уведен као прелазни чин за истакнуте команданте у чину дивизијског генерала који још нису достигли ниво да буду унапређени у чин армијског генерала. Овај чин је ратификован Законом о војсци у Француској 6. јуна 1939. године.
У војсци Краљевине Србије овај чин био предложен изменама и допунама војног закона из 1898. године које би биле уведене у закон о Устројству војске из 1886. године. Међутим новим изменама и допунама овај предлог је одбачен а чин у овом облику није ни уведен.
Етимолошки корпусни генерал је командант корпуса у оквиру армије оружаних снага.

## Еполете разних земаља
- Корпусни генерал Италије.
- Корпусни генерал Кубе.
- Корпусни генерал Француске.
- Корпусни генерал Француског Ваздухополвства.
- Корпусни генерал Швајцарске.
- Корпусни генерал Шпаније.
- Корпусни генерал Шпанског Ваздухополвства.
- Корпусни генерал Буркине Фасо.
- Корпусни генерал Камеруна.
- Корпусни генерал Централноафричке републике.
- Корпусни генерал Републике Конго.
- Корпусни генерал Централноафричке републике.
- Корпусни генерал Гвинеје.
- Корпусни генерал Обале Слоноваче.
- Корпусни генерал Мадагаскара.
- Корпусни генерал Марока.
- Корпусни генерал Туниса.